# 1000-jährige Eiche (Schloß Holte-Stukenbrock)

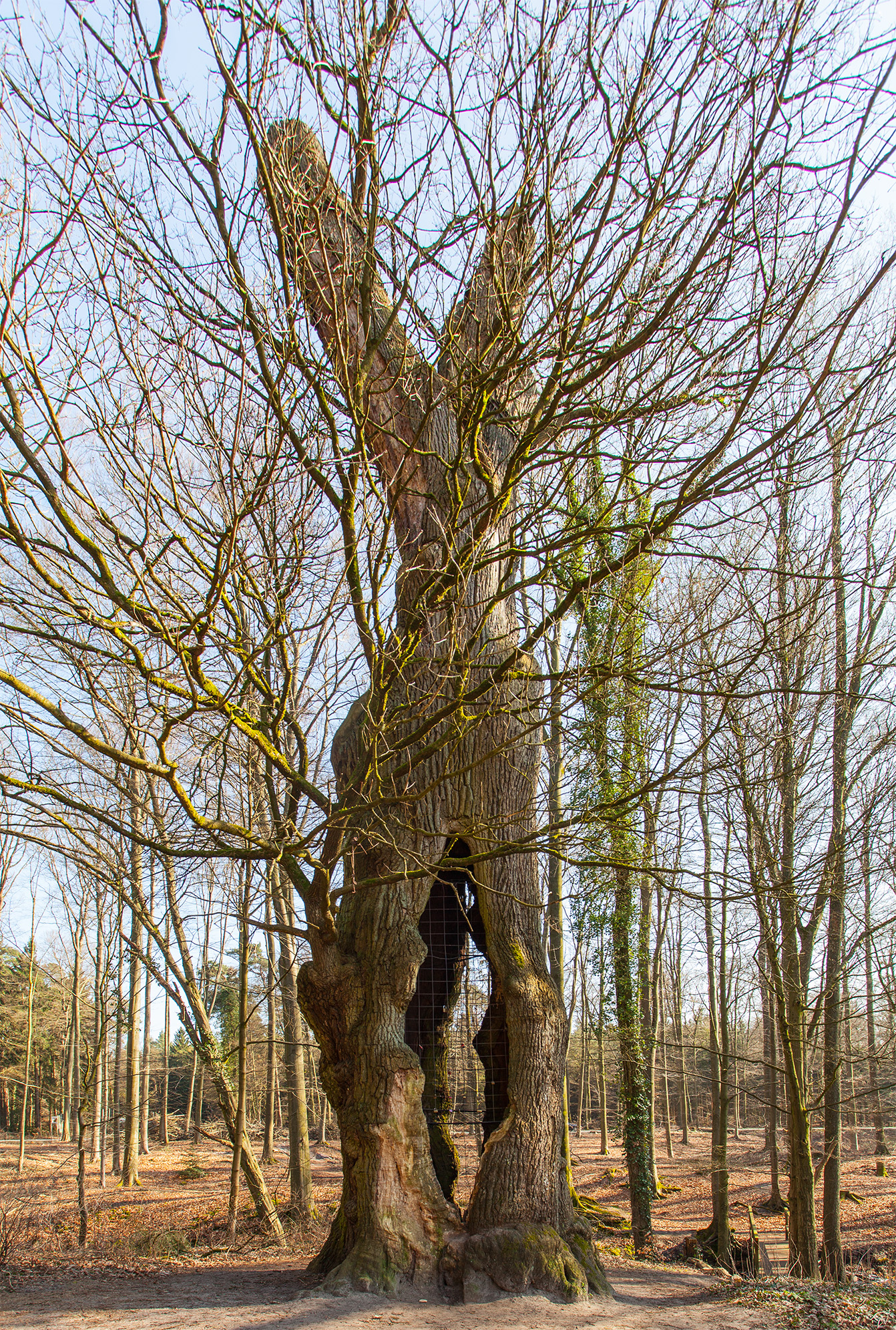
1000-jährige Eiche in Schloss Holte

Die 1000-jährige Eiche ist ein Naturdenkmal in Schloß Holte-Stukenbrock im Kreis Gütersloh in Nordrhein-Westfalen.

## Lage
Die 1000-jährige Eiche steht westlich des Stadtteils Schloß Holte auf rund 110 Metern Höhe inmitten des Holter Waldes, rund 350 Meter südwestlich des Jagdschlosses Holte. Der Lauf des Ölbaches befindet sich in unmittelbarer Nähe des Baumes.

## Beschreibung
Die 1000-jährige Eiche teilt sich ihren Namen mit einer Reihe weiterer alter Eichen mit einem tatsächlichen, geschätzten oder behaupteten Alter von rund 1000 Jahren. Das Alter des Schloß Holter Exemplares wird jedoch auf 400 bis 500 Jahre geschätzt. Das untere Stammdrittel der Stieleiche ist aufgrund von Pilzbefall ausgehöhlt, zudem wird die Stabilität des Stammes durch drei längsförmige Öffnungen beeinträchtigt. Um den Baum weiterhin zu erhalten, wurde er bereits mehrfach baumchirurgischen Maßnahmen unterzogen, unter anderem wurde die Baumkrone zur Entlastung des Stammes mehrfach zurückgeschnitten. Der Brusthöhenumfang beträgt 8,15 m.

## Bedeutung

Das Wappen der Stadt Schloß Holte-Stukenbrock

Das seit dem Jahr 1937 ausgewiesene Naturdenkmal stellt im Holter Wald einen beliebten Anlaufpunkt dar und liegt auf der Strecke mehrerer Radwanderwege. Der Europaradwanderweg R1 und die in diesem Bereich deckungsgleiche „D-Netzroute 3“ sowie die BahnRadRoute Teuto-Senne führen direkt an der 1000-jährigen Eiche entlang.
Die Eiche ist Wappenbaum im Stadtwappen von Schloß Holte-Stukenbrock.